# François Vilamitjana
François Antoine Vilamitjana (Pau, 3 d'agost de 1846 - 1928) va ser un regatista francès que va competir a cavall del segle xix i el segle xx. El 1900 va prendre part en els Jocs Olímpics de París on participà en diferents proves del programa de vela. Guanyà dues medalles, una de plata en la 1a cursa de la modalitat d'1 a 2 tones, junt a Auguste Albert, Albert Duval i Charles Hugo, i una de bronze en la segona cursa de la mateixa categoria.